# Merluccius
Merluccius es un género de peces de la familia Merlucciidae, del orden Gadiformes. Este género marino fue descrito científicamente en 1810 por Constantine Samuel Rafinesque.

## Especies
Especies reconocidas del género:
- Merluccius albidus (Mitchill, 1818)
- Merluccius angustimanus Garman, 1899
- Merluccius australis (F. W. Hutton, 1872)[1]
- Merluccius bilinearis (Mitchill, 1814)
- Merluccius capensis Castelnau, 1861
- Merluccius gayi (Guichenot, 1848)
  - M. g. gayi (Guichenot, 1848)
  - M. g. peruanus Ginsburg, 1954
- Merluccius hernandezi C. P. Mathews, 1985
- Merluccius hubbsi Marini, 1933
- Merluccius merluccius (Linnaeus, 1758)
- Merluccius paradoxus Franca, 1960
- Merluccius patagonicus Lloris & Matallanas, 2003
- Merluccius polli Cadenat, 1950
- Merluccius productus (Ayres, 1855)
- Merluccius senegalensis Cadenat, 1950

## Galería

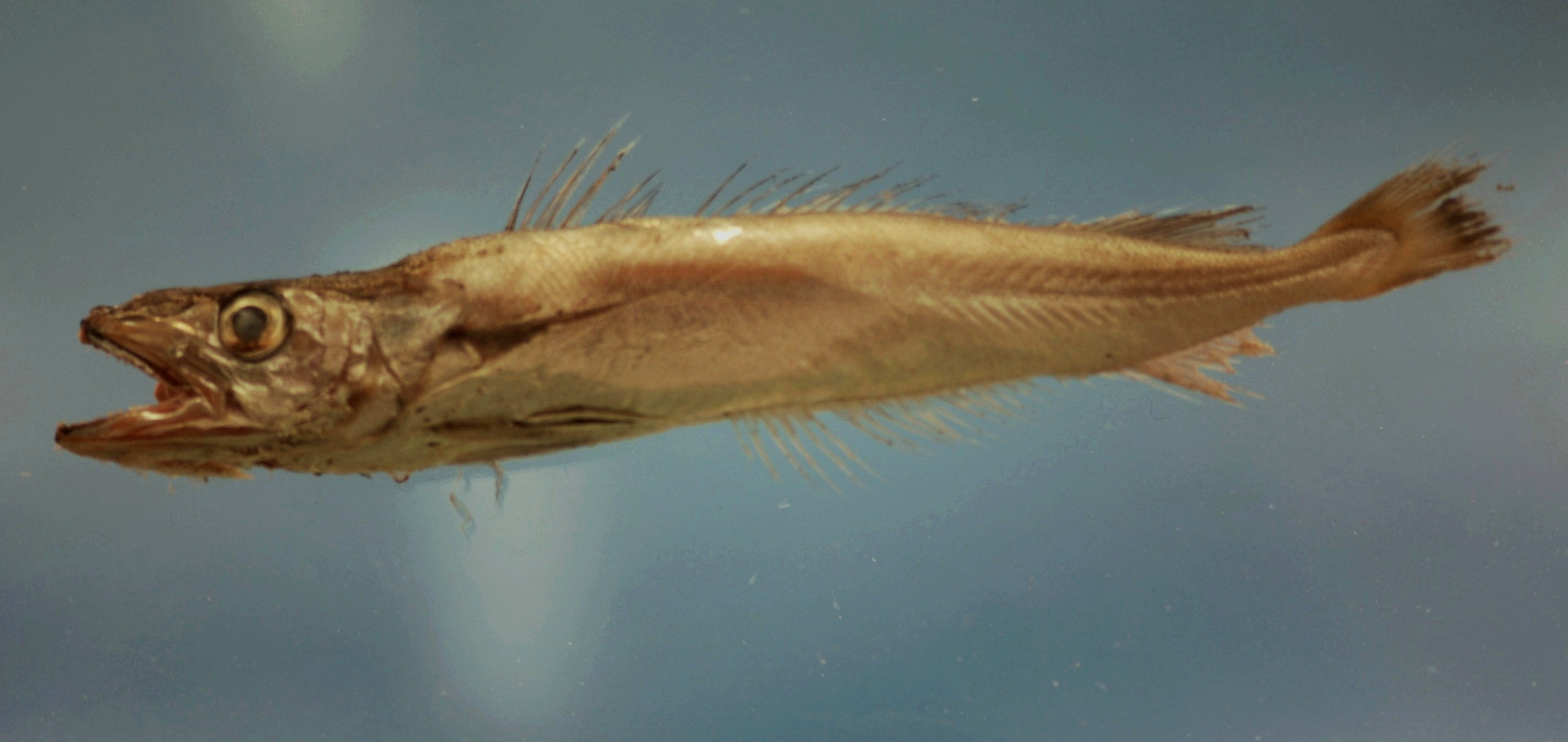
Merluccius albidus
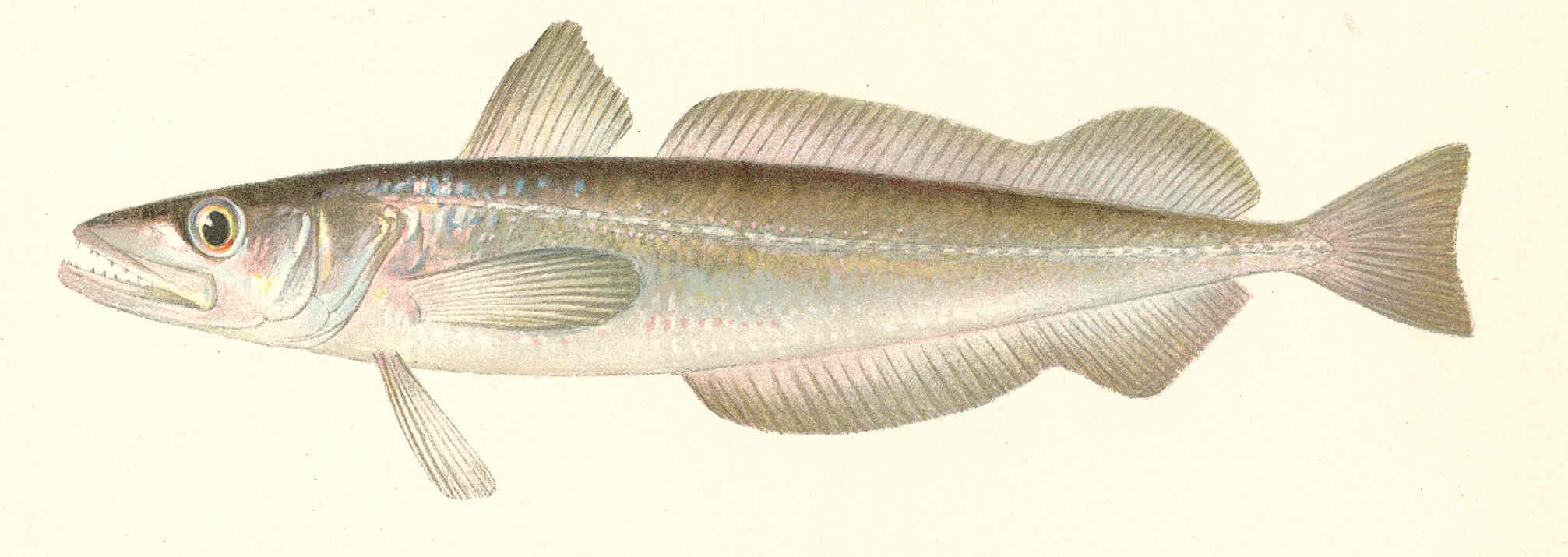
Merluccius bilinearis
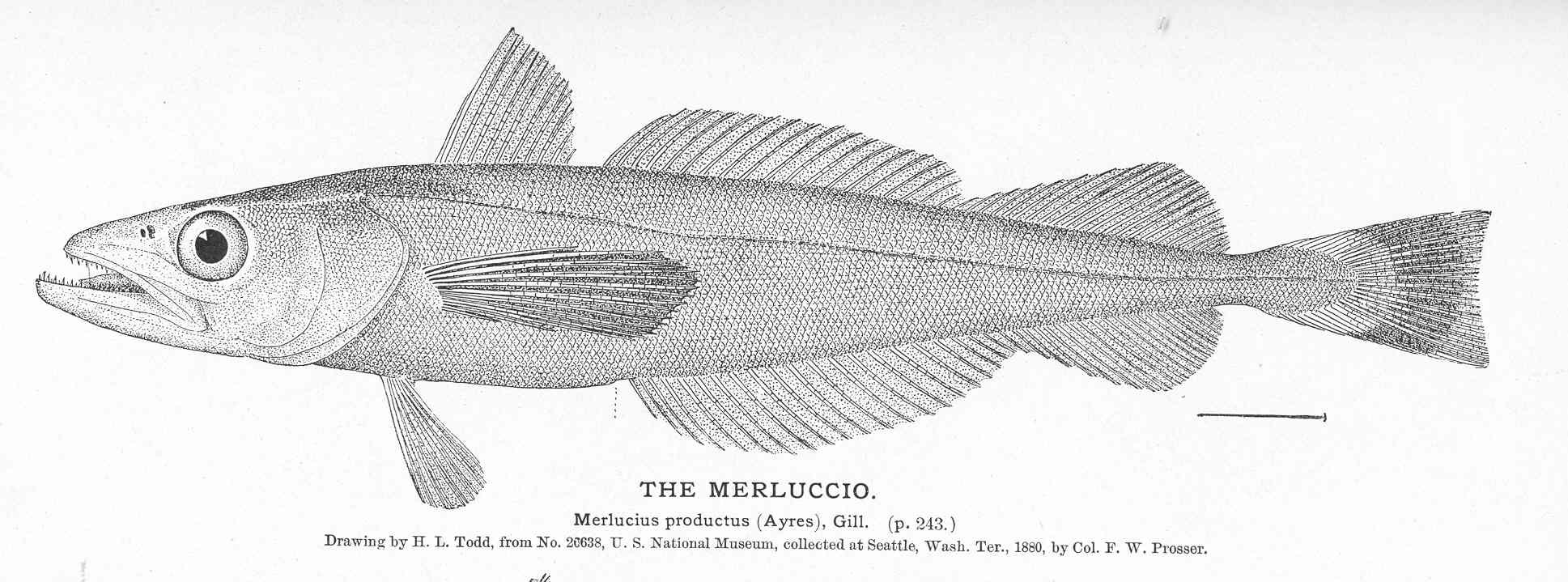
Merluccius productus
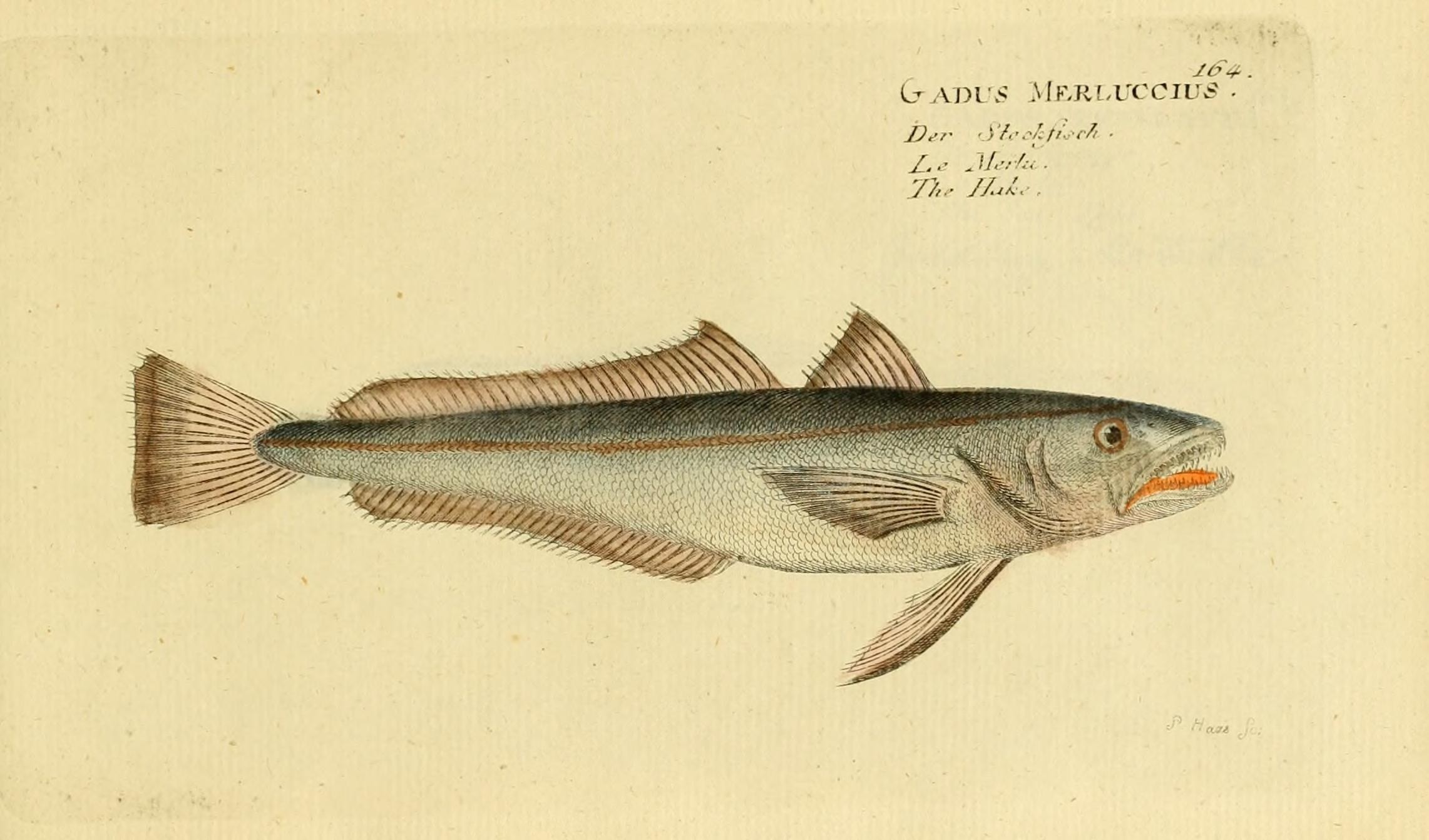
Merluccius merluccius
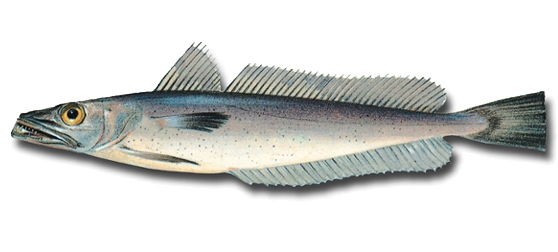
Merluccius hubbsi